# Carla Harvey
Carla Harvey (Detroit, Míchigan; 4 de octubre de 1976) es una cantante, compositora, músico, autora, artista, actriz y ex actriz pornográfica y modelo erótica estadounidense. Es conocida por ser, hasta 2024, la covocalista de la banda de heavy metal estadounidense Butcher Babies. Consiguió su primer trabajo en Hollywood como reportera de espectáculos para Playboy TV, y apareció en muchos programas de televisión populares, como en Rules of Engagement. Harvey se tomó un descanso del mundo del espectáculo para obtener una licenciatura en Ciencias Mortuorias en el Cypress College de California, y trabajó como embalsamadora y directora de funeraria antes de formar los Butcher Babies y perseguir su sueño de toda la vida de ser músico de gira.
Anunció su salida de Butcher Babies en julio de 2024. Pocos meses después anunció la formación de su nuevo grupo, Violet Hour. El 3 de enero de 2025, Lords of Acid anunciaba que Carla Harvey se unía a su banda.
Harvey es una apasionada de la escritura. Fue nombrada "mente maestra del cómic" por Hustler. Su primer cómic, Butcher Babies, se publicó con gran éxito en la Comic-Con de San Diego de 2011. Su primera novela completa, Death and Other Dances, salió en 2014, y una nueva serie de cómics titulada Soul Sucka se publicó en 2015.

## Primeros años
Harvey es de ascendencia irlandesa-etíope por parte de padre y finlandesa-italiana por parte de madre. En su adolescencia, asistió a la Mercy High School (escuela católica privada para chicas) y a la Harrison High School, ambas en Farmington Hills (Míchigan). Carla también es licenciada en ciencias mortuorias por el Cypress College de California, y tiene licencia de directora de funeraria y embalsamadora. En una entrevista, dijo que "espera abrir algún día su propia funeraria", si bien esperaba desarrollar su carrera con su grupo musical, posponiendo otros objetivos laborales.

## Influencias musicales
Harvey ha citado sus influencias musicales como Pantera, Slayer, Metallica, Black Sabbath, Iron Maiden, Slipknot o Plasmatics. Sin embargo, en una entrevista, ha declarado que sus principales héroes musicales son Slash y Jimi Hendrix. Dijo: "Como niña birracial que crecía en el área de Detroit, recibí mucha mierda por amar el hard rock y el metal, y ver a músicos que también eran afroamericanos tocando la música que yo amaba me hizo lo suficientemente fuerte como para decir: 'Vete a la mierda, me va a gustar lo que quiero'". También está muy influenciada por las películas de terror como La matanza de Texas, La casa de los 1000 cadáveres o Los renegados del Diablo.

## Discografía
Con Butcher Babies: 
- Blonde Girls All Look the Same (sencillo) (2011)
- Butcher Babies (EP) (2012)
- Goliath (2013)
- Uncovered (EP) (2014)
- Take It Like a Man (2015)
- Lilith (2017)
- Eye for an Eye.../...'Till the World's Blind (2023)

## Reacción a las críticas
Harvey y su compañera vocalista de Butcher Babies, Heidi Shepherd, han sido objeto de algunas críticas negativas. En una entrevista con Blabbermouth.net, Harvey dijo: "Siempre va a haber haters. La verdad es que no le damos importancia a la negatividad, ni la leemos. Creo que la gente tiene miedo de la sexualidad, especialmente los estadounidenses". Harvey apoya una mayor representación femenina en la escena musical del metal.

## Vida personal
En 2019 comenzó a salir con Charlie Benante, baterista de la banda estadounidense de thrash metal Anthrax.

## Carrera como modelo erótica y actriz pornográfica
Además de desarrollar su carrera musical, tuvo un hiato profesional en el que trabajó como modelo erótica y llegó a internarse en la industria pornográfica como actriz pornográfica, apareciendo en varios largometrajes softcore entre los años 2000 y 2009, llegando a salir en 21 de estas para las productoras Peach DVD, Hustler Video, Twistys Network o Red Dragon Video. Llegó a usar los alias de Carla, Bridget Banks y Bridgette Banks. Entre las películas en las que salió están títulos como At Your Service, Decadent Dreams, Brunette Beauties, Lingerie Seduction, Sex Symbols, Tongue Tied o Bedtime Secrets. Harvey también apareció en la compilación de rap-porno de Snoop Dogg's Doggystyle (2001), pero no realizó ningún acto explícito y solo apareció como bailarina.